# Le Grand Tournoi
Pour les articles homonymes, voir The Quest.
Pour plus de détails, voir Fiche technique et Distribution.
Le Grand Tournoi ou Conquête du dragon d'or au Québec (The Quest) est un film américain réalisé par Jean-Claude Van Damme, sorti en 1996.

## Synopsis
New York, 1925. Après avoir dérobé une mallette remplie d'argent à un gangster, Christophe Dubois, acrobate de rue, embarque clandestinement — malgré lui — à bord d'un navire de contrebandiers. Vendu en Thaïlande comme esclave, le jeune homme est initié à la pratique du muay-thaï pour participer à des combats. À la suite de cela, Christophe n'a plus qu'un souhait : participer au Ghan-Ghen, un tournoi d'arts martiaux réunissant les plus grands champions venus des quatre coins de la planète afin de remporter le Dragon d'or…

## Fiche technique
- Titre original : The Quest
- Titre québécois : Conquête du dragon d'or[1]
- Réalisation : Jean-Claude Van Damme
- Scénario : Steve Klein et Paul Mones
- Histoire : Frank Dux et Jean-Claude Van Damme
- Producteur : Moshe Diamant (en)
- Producteurs associés : Robert Hackl, Jack Frost Sanders et Eugene Van Varenberg
- Producteur exécutif : Peter Mac Donald
- Directeur de production : Jason Clark
- Musique : Randy Edelman
- Photographie : David Gribble
- Montage : John F. Link et William J. Meshover
- Casting : James F. Tarzia
- Concepteurs des décors : Steve Spence
- Directeur artistique : Serge Bureau et Lek Chaiyan Chunsuttiwat
- Costumes : Joseph A. Porro
- Budget : 30 000 000 $[2]
- Société de production : MDP Worldwide - Selima Films AVV - Signature Pictures
- Société de distribution : Metropolitan Filmexport
- Pays de production : États-Unis
- Langue originale : anglais
- Formats : couleurs – 2,35:1 – 35 mm, Eastman
- Son : DTS - DTS-Stereo
- Genre : art martiaux et aventure
- Durée : 92 minutes
- Date de sortie :
  - États-Unis : 26 avril 1996
  - France : 24 juillet 1996

## Distribution
- Jean-Claude Van Damme (VF : Jean-Phillipe Puymartin ; VQ : Daniel Picard) : Christophe Dubois
- Roger Moore (VF : Claude Giraud ; VQ : Jean Fontaine) : lord Edgar Dobbs
- James Remar (VF Sylvain Lemarié ; VQ : Thierry Langerak) : Maxie Devine
- Janet Gunn (en) (VF : Anne Deleuze ; VQ : Nathalie Coupal) : Carrie Newton
- Jack McGee (VF : Michel Fortin ; VQ : Luc Durand) : Harry Smythe
- Aki Aleong : Khao
- Abdel Qissi : Khan
- Louis Mandylor (VQ : Manuel Tadros) : Riggi
- Chang Ching Peng Chaplin (VQ : François Cartier) : maître Tchi
- Ryan Cutrona (VQ : Claude Préfontaine) : officier O'Keefe
- Shane Meier : Red
- Matt Lyon : Billy
- Jen Sung Outerbridge : Phang
- Peter Wong : combattant chinois
- Koji Kitao : sumotori
- Habby Heske : combattant allemand
- César Carneiro : combattant brésilien
- Takis Triggelis : combattant français
- Azdine Nouri : combattant turc
- Stefanos Miltsanakis : combattant grec
- Pjetër Malota (en) : combattant espagnol
- Winston Ellis : combattant africain
- Ong Soo Han : combattant coréen
- Ip Choi Nam : combattant coréen
- Brick Bronsky : combattant russe
- Mike Lambert : combattant écossais
- Gordon Masten : barman
- Ze'ev Revach : capitaine turc
- Manon Marcoux : nounou
- Kristopher Van Varenberg : Christophe jeune
- Chedpong Laoyant : serveur
- Vichai Indtrasathit : moine laotien à New York

Sources et légendes : Version française (VF) sur RS Doublage et sur le carton du doublage sur VHS. Version québécoise (VQ) sur Doublage Québec

## Accueil

### Critiques
La réaction de nombreux critiques de films professionnels a été négative, reprochant au film la minceur de son scénario, le fait qu'il ait été dirigé par Jean-Claude Van Damme et son excès de ressemblance avec le précédent succès de Van Damme, Bloodsport. Cependant, certains critiques ont salué les qualités de production du film, les beaux passages qu'il comporte, et la performance de Roger Moore, tandis que les fans de films d'arts martiaux ont apprécié que Le Grand Tournoi mette en lumière divers styles de combat du monde entier. Sur le site Web de l'agrégateur d'avis Rotten Tomatoes, le film a reçu une note d'approbation de 14 % sur la base de 21 avis et une note moyenne de 3,7⁄10
Le public interrogé par CinemaScore a donné au film une note moyenne de « B » sur une échelle de A + à F.
L'accueil en France est meilleur, puisque pour 113 critiques, le site AlloCiné lui attribue une moyenne de 2.3⁄5.

### Box-office
Le film débuta #1 au box-office U.S.
| Pays ou région    | Box-office      | Date d'arrêt du box-office | Nombre de semaines |
| ----------------- | --------------- | -------------------------- | ------------------ |
| États-Unis Canada | 21 686 547 $    | -                          | -                  |
| France            | 652 168 entrées | -                          | -                  |
| Total mondial     | 57 400 547 $    | -                          | -                  |

## Autour du film
- Jean-Claude avait déjà travaillé avec Abdel Qissi dans Full Contact, (Attila) ; et Pjetër Malota (en), dans Double Impact et Cavale sans issue. Les  3 hommes rejouent ensemble et pour la dernière fois dans The Order.
- C'est le 2e film depuis Street Fighter (1994) où Patrice Baudrier n'est pas la voix de Van Damme. Le précédent a été Mort Subite (1995) où Hervé Jolly était la voix de l'acteur. En revanche il y aura quatre autres films où Jean-Claude Van Damme sera doublé successivement par Jean-Michel Vovk pour Universal Soldier : Le Jour du jugement, Jérôme Keen pour UFO et Black Water et Olivier Peissel pour La Vengeance dans le corps.
- Il est à noter que l'on peut apercevoir dans le film le fils réel (Kristopher) de Jean Claude Van Damme, qui joue le rôle du petit Christophe Dubois.